# جان بانی (سیاستمدار)
جان بانی (انگلیسی: John Bani؛ زادهٔ ۱ ژوئیهٔ ۱۹۴۱) سیاستمدار اهل وانواتو است. وی از ۲۵ مارس ۱۹۹۹ تا ۲۴ مارس ۲۰۰۴ رئیس‌جمهور این کشور بود.